# Marco da Gagliano
Marco da Gagliano (Firenze, 1582. május 1. – Firenze, 1643. február 25.) nagy befolyású korabarokk olasz zeneszerző. A firenzei Accademia degli Elevatia alapítója, az opera műfajának egyik megteremtője.

## Élete és munkássága
1582-ben Firenze városában született, eredetileg papnak szánták. Zenei tanulmányait Luca Bati tanítványként kezdte a San Lorenzoban. Orgonálni és teorbán tanult játszani. Tehetsége igen hamar megmutatkozott: már 20 éves korában a San Lorenzo zenetanára és mestere asszisztense lett. Hamar hírnévre tett szert. 1607-ben megalapította Accademia degli Elevati-t, mely korának híres zeneszerzőit és szövegkönyvíróit gyűjtötte egybe egészen 1620-ig. Gagliano előtte a Camerata tagja volt.
Még ebben az évben Mantovába utazott, ahol egy opera komponálásra kapott megbízást  a Gonzagaktól. Ekkor írta meg a Dafnét. Amíg távol volt Peri helyettesítette Firenzében. Még több művet is komponált Mantovában, de még 1608 előtt visszatért Firenzébe. A San Loranzo kórusmestere lett, majd a Mediciek udvarában töltötte be haláláig ugyanezt a posztot. Miután a Dafnét Firenzében is bemutatták, több színpadi zenét is írt a város számára. 1619-ben kinevezték a San Lorenzo Protonáriussává. 
1619-ben Perivel közösen komponált egy operát Lo sposalizio di Medoro et Angelica címen. Ezután egyházzenei műveket alkotott, többek között két oratóriumot La regina Sant’Orsola és Istoria di Iudit címekkel. 1628-ban mutatták be utolsó operáját a La Florát. 1630-tól kezdve azonban már nem alkotott többet. Haláláig betegeskedett, gyakran feladatait sem tudta ellátni, ekkor öccse helyettesítette. 1643-ban hunyt el szülővárosában.
Gagliano igen tekintélyes mennyiségű zeneművet hagyott az utókorra, amelyek túlnyomú részét a Mediciek számára komponálta. Legjobb művének már kortársai is Dafnéját tartották, amelyet Peri saját művénél jobbnak, a librettó legkiválóbb feldolgozásának tartott. Saját elmondása szerint a műben a Camerata törekvéseit akarta megvalósítani. Ezzel a monódia formájának legtökéletesebb megvalósítását alkotta meg. Madrigáljai és egyházzenéje még inkább a késő reneszánsz, mint a barokk zene képviselői. Hírnevét idővel elhomályosította a feltörekvő új operaszerző nemzedék.